# Alfonso di Zamora
Alfonso di Zamora (Zamora, 1474 – 1531) è stato un rabbino ed ebraista spagnolo.

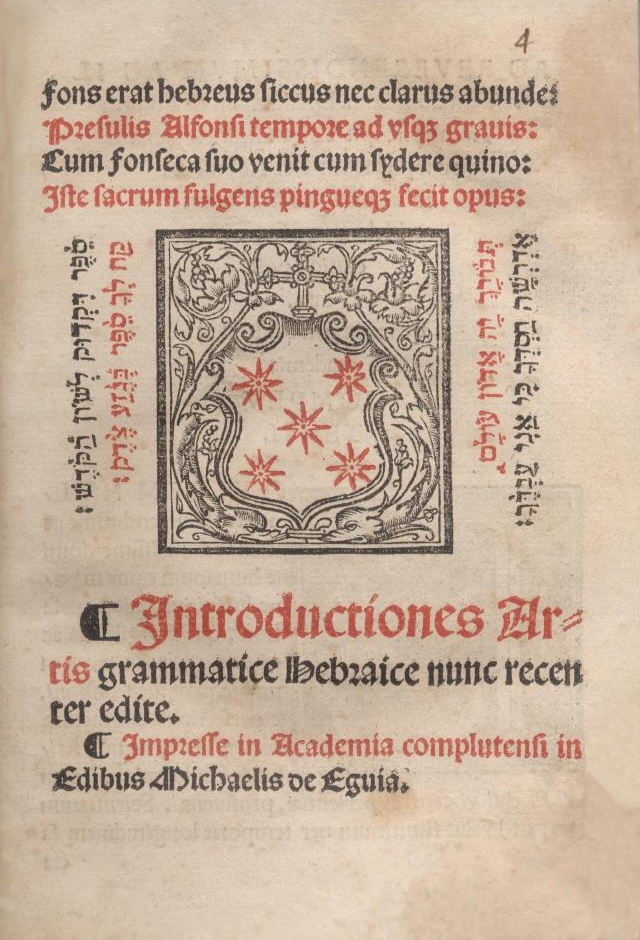
Introductionis artis Grammaticae hebraica (Alcalá de Henares, 1526).

Rabbino convertitosi nel 1506, fu il primo professore di ebraico a Salamanca. Nell'ambito dell'edizione complutense della Bibbia, curò la traduzione in latino del Targum e, per la stessa, realizzò un dizionario e una grammatica ebraica. Nel 1526 pubblicò un'altra grammatica correlata di un elenco di personaggi biblici e di una lettera agli ebrei di Roma in cui dimostrava la venuta del Messia. In merito alla Bibbia Poliglotta Complutense il biblista Mariano Revilla Rico osserva: «Dei tre ebrei convertiti che parteciparono all'opera del cardinale Francisco Jiménez de Cisneros, il più celebre è Alfonso di Zamora, grammatico , filosofo e talmudista, oltre che studioso di latino, greco, ebraico e aramaico».

## Biografia
(1492, Decreto di Ferdinando ed Isabella di Spagna)
Il rabbi Juan di Zamora, padre di Alfonso, viveva in Spagna da generazioni. A seguito del decreto dei sovrani Ferdinando ed Isabella di Spagna nel 1492, decreto che ordinava a tutti gli ebrei di qualsiasi età e sesso di lasciare la nazione e di non farvi più ritorno, pensò che la soluzione migliore fosse convertirsi al cattolicesimo e rimanere in Spagna.

## Il biblista

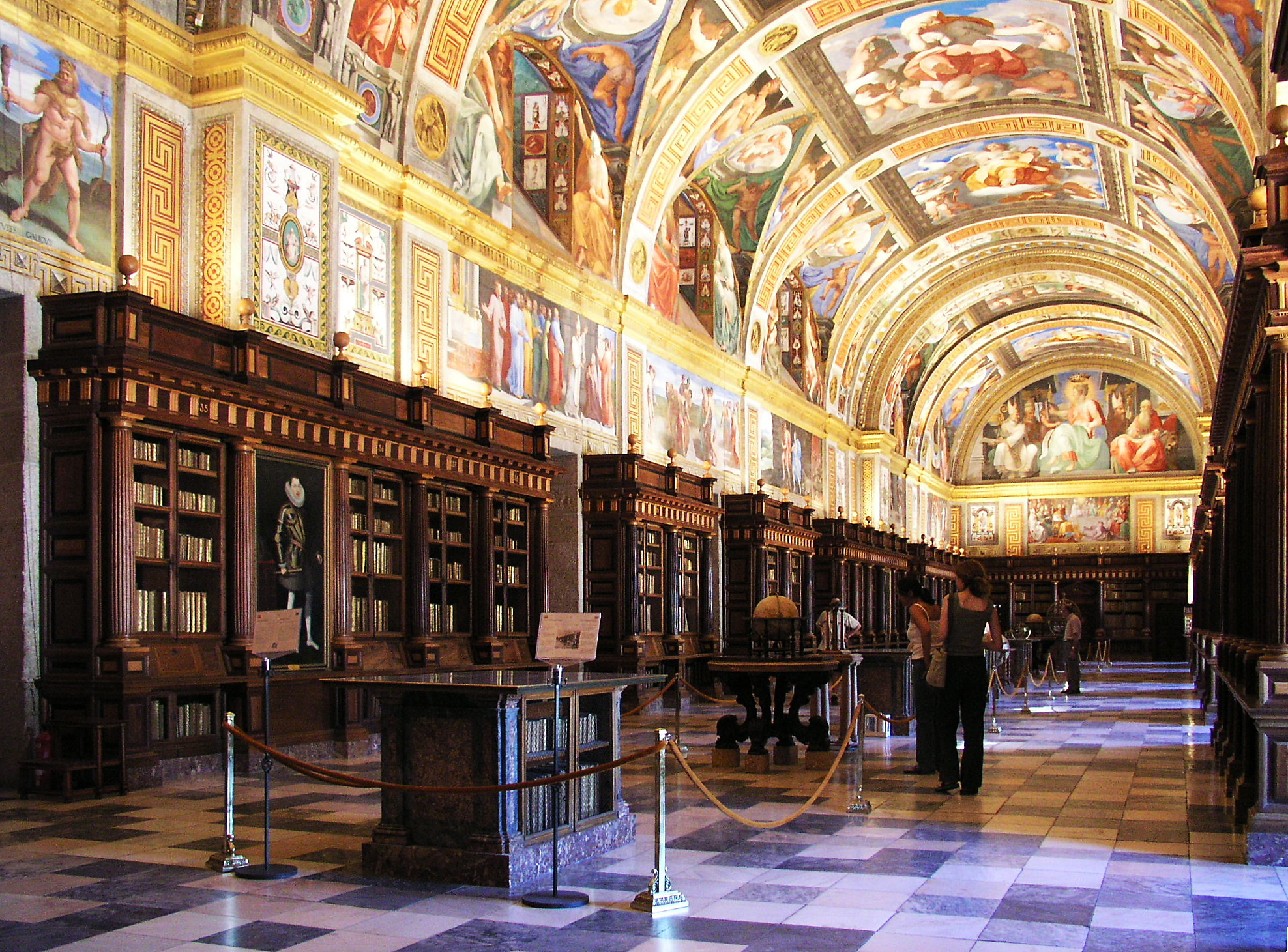
Biblioteca dell'Escorial dove è conservato il manoscritto G-I-4 della Traduzione di Zamora

L'opera più significativa alla quale Zamora lavorò è l'edizione ebraica della Bibbia, con una completa traduzione in latino. È probabile che Zamora desiderasse che quel materiale venisse usato nella Poliglotta Complutense. Uno dei manoscritti di questa traduzione della Bibbia catalogato come G-I-4 è conservato nella biblioteca del Monastero dell'Escorial a pochi chilometri da Madrid. Il manoscritto contiene l'intero libro della Genesi in ebraico e una traduzione interlineare dello stesso libro biblico in latino. La dichiarazione contenuta nel prologo di questa traduzione asseriva: «La salvezza delle nazioni richiedeva la traduzione delle Sacre Scritture in altre lingue... Abbiamo ritenuto... assolutamente necessario che i fedeli disponessero di una traduzione biblica parola per parola, fatta in modo che per ogni parola ebraica ce ne fosse una equivalente in latino».